# برنزدورف (اوبرلاوزیتس)
شهر برنزدورف در ایالت زاکسن در کشور آلمان واقع شده است.